# Felixsee (See)
Der Felixsee (niedersorbisch Feliksowy jazor) ist ein künstlich entstandener See in der gleichnamigen Gemeinde westlich der Stadt Döbern im Landkreis Spree-Neiße. Er entstand durch die Aufflutung eines Braunkohletagebaus.

## Allgemeines
Der Felixsee ist im Muskauer Faltenbogen gelegen und befindet sich circa 12 Kilometer östlich von Spremberg und 15 Kilometer südlich der A15. Von 1850 bis 1930 war der jetzige See ein Braunkohletagebau. Der Name Felixsee geht auf den Namen der Tagebaugrube „Felix“ zurück.
Am See befinden sich mehrere Strandabschnitte. Im Oktober 2004 wurde direkt am Ufer der 36 m hohe Aussichtsturm Felixsee eröffnet.